# RUSH (アルバム)
『RUSH』（ラッシュ）は、Luis-Maryの通算4枚目のアルバム。1993年3月5日発売。発売元は日本クラウン。

## 解説
- Luis-Maryにとって最後となるオリジナル・アルバムで、シングル曲は収録されていない。
- このアルバムのリリースからわずか11日後にバンドは解散した。

## 収録曲
1. T:V〜TRANS・VISION〜
  - 作詞:西川貴教／作曲:山下善次
2. ROCK'N ROLL OVER
  - 作詞:西川貴教／作曲:丸山武久
3. 約束の場所へ
  - 作詞:西川貴教／作曲:山下善次
4. JACK+KNIFE (GAMBLER MIX)
  - 作詞:西川貴教／作曲:西川貴教
5. JUNK FOOD
  - 作詞:西川貴教／作曲:西川貴教
6. RUSH
  - 作詞:西川貴教／作曲:山下善次
7. NINETIE'S BLAME〜嘆きの種族〜
  - 作詞:西川貴教／作曲:丸山武久
8. EASY MONEY
  - 作詞:西川貴教／作曲:丸山武久
9. PRIDE
  - 作詞:西川貴教／作曲:山下善次
10. 春夏秋冬
  - 作詞:西川貴教／作曲:丸山武久
11. WILD BEAST
  - 作詞:西川貴教／作曲:山下善次

## 関連作品
- Best Collection (#3・5・6)
- PERFECT SELECTION (#2・3・5・8・10)
- PERFECT SELECTION.2 (#11)
- PERFECT SELECTION.3 (#1・4・7・9)